# René Kretzschmar
René Kretzschmar (* 22. April 1979 in Brandenburg an der Havel, DDR) ist ein deutscher Politiker (DIE LINKE) und war von 2012 bis 2014 Abgeordneter im Landtag Brandenburg.
Kretzschmar machte von 1995 bis 1998 die Berufsausbildung zum Maurer und arbeitete danach bis 2000 als Fahrer einer Möbelspedition. Von 2000 bis 2004 holte er sein Abitur nach. Anschließend absolvierte er ein Studium der Politikwissenschaften und Pädagogik und schloss es 2011 als Master ab.
Beruflich war er von Oktober 2007 bis September 2008 als Mitarbeiter der Landtagsfraktion im Brandenburgischen Landtag und von November 2009 bis zu seiner Mandatsübernahme im Dezember 2012  für die Bundestagsabgeordnete Diana Golze tätig.
Kretzschmar schloss sich der PDS im Februar 1998 an, die im Juli 2005 in Die Linkspartei.PDS umbenannt wurde und im Juni 2007 in DIE LINKE. aufging. Für diese Partei gehört er seit Oktober 2008 der Stadtverordnetenversammlung in Brandenburg an der Havel an und ist seit April 2012 Fraktionsvorsitzender. Am 11. Dezember 2012 rückte er für die ausgeschiedene Gerlinde Stobrawa in den Landtag nach. 
Hier war er seit Dezember 2012  Mitglied des Petitionsausschusses und seit Oktober 2013 Mitglied des Ausschusses für Infrastruktur und Landwirtschaft, dessen Vorsitzender er im Dezember 2013 wurde. Nach der Landtagswahl in Brandenburg 2014 schied er aus dem Landtag aus.